# Stephanomys
Stephanomys is een geslacht van uitgestorven knaagdieren uit de onderfamilie muizen en ratten van de Oude Wereld dat gevonden is in het Laat-Mioceen tot Vroeg-Pleistoceen van Zuidwest-Europa en in het Vroeg-Plioceen van Noord-Afrika. Hoewel Stephanomys voornamelijk bekend is van losse tanden, zijn er inmiddels ook drie schedels gevonden. Dit geslacht stamt af van Occitanomys, waarschijnlijk van O. alcalai. Het is mogelijk nauw verwant aan nog levende Afrikaanse geslachten als Oenomys en Thamnomys. Stephanomys wordt gekenmerkt door extreem stephanodonte tanden.
Er zijn vijftien beschreven soorten:
- Stephanomys ramblensis Van der Weerd, 1976 (Laat-Mioceen van Spanje)
- Stephanomys stadii Mein & Michaux, 1979 (Laat-Mioceen van Frankrijk)
- Stephanomys debruijni De Giuli, 1989 (Laat-Mioceen tot Vroeg-Plioceen van Italië)
- Stephanomys dubari Aguilar et al., 1991 (Laat-Mioceen tot Vroeg-Plioceen van Frankrijk)
- Stephanomys numidicus Coiffait et al., 1985 (Laat-Mioceen tot Vroeg-Plioceen van Algerije)
- Stephanomys amplius Ruiz Bustos, 1986 (Plioceen van Spanje)
- Stephanomys balcellsi Gmelig Meyling & Michaux, 1973 (Plioceen van Spanje)
- Stephanomys calveti Bachelet & Castillo Ruiz, 1990 (Plioceen van Frankrijk)
- Stephanomys donnezani (Déperet, 1890) (Plioceen van Frankrijk, met twee ondersoorten uit het Plioceen van Spanje)
- Stephanomys laynensis Ruiz Bustos, 1986 (Plioceen van Spanje)
- Stephanomys margaritae Adrover, 1986 (Plioceen van Spanje)
- Stephanomys minor Gmelig Meyling & Michaux, 1973 (Plioceen van Spanje)
- Stephanomys prietaensis Aguilar et al., 1993 (Plioceen van Spanje)
- Stephanomys thaleri López-Martínez et al., 1998 (Plioceen van Frankrijk)
- Stephanomys vandeweerdi Adrover, 1986 (Plioceen van Spanje)

(De verspreiding die hier wordt gegeven is het gebied waar deze dieren oorspronkelijk zijn gevonden; de werkelijke verspreiding is vaak groter.)
In de (ongepubliceerde) dissertatie van J.M. Cordy uit 1976 werden vier nieuwe soorten beschreven, maar omdat een dissertatie niet voldoet aan de voorwaarden voor formele publicatie van de ICZN zijn deze namen niet geldig. Van deze vier is S. michauxi een synoniem van S. ramblensis, S. medius heeft inmiddels de naam S. donnezani cordii gekregen, S. progressus is een synoniem van S. balcellsi, en S. thaleri is in 1998 gevalideerd door López-Martínez, Michaux en Hutterer.
Allorattus · 
Antemus · 
Anthracomys · 
Beremendimys · 
Castillomys · 
Castromys · 
Chardinomys · 
Dilatomys · 
Euryotomys · 
Hansdebruijnia · 
Hooijeromys · 
Huaxiamys · 
Huerzelerimys · 
Kritimys · 
Leilaomys · 
Linomys ·
Orientalomys · 
Paraethomys · 
Parapelomys · 
Parapodemus · 
Progonomys · 
Prohadromys · 
Qianomys · 
Ratchaburimys · 
Rhagamys · 
Rhagapodemus · 
Saidomys · 
Sinapodemus · 
Stephanomys · 
Wushanomys · 
Yunomys
Soorten met onduidelijke verwantschappen:
Karnimata huxleyi · 
Karnimata inflata · 
Karnimata intermedia · 
Karnimata minima · 
Mastomys colberti · 
Mus hipparionum · 
Progonomys debruijni